# National Intelligence Agency
National Intelligence Agency (NIA) är en sydafrikansk underrättelsetjänst. NIS bildades den 1 januari 1995.